# 仙田左千夫
仙田 左千夫（せんだ さちお、1929年8月16日 - ）は、日本の経済学者。経済学博士（京都大学・論文博士・1976年）（学位論文『イギリス公債制度発達論』）。滋賀大学名誉教授。

## 来歴・業績
1929年8月愛知県に生まれる。1947年愛知県立一宮中学校（旧制）卒業、1949年3月彦根経済専門学校1年修了の後、同年4月滋賀大学経済学部に入学し、1953年3月経済学部経済学科卒業。その後京都大学大学院経済学研究科に進学、1958年3月同研究科博士課程単位取得退学。
1958年より2年間中京大学に勤務。1961年4月滋賀大学経済学部講師として母校に着任し、1964年2月に助教授、1976年4月に教授昇任。1988年4月からは経済学部長を務めた。1995年3月同大学を退官、名誉教授の称号を受ける。
1972年から1973年まで文部省在外研究員として英国ヨーク大学に留学、1976年に『イギリス公債制度発達論』を完成し刊行。京都大学より経済学博士の学位を授与される。他に主要著書として仙田左千夫 (1992), 『十八世紀イギリスの公債発行―公債発行と金融社会』、仙田左千夫 (1998), 『イギリス減債基金制度の研究』がある。

## 年譜
- 1929年 - 愛知県にて出生
- 1947年 - 愛知県立一宮中学校（旧制）卒業
- 1949年 - 彦根経済専門学校1年修了
- 1953年 - 滋賀大学経済学部卒業
- 1958年 - 京都大学大学院経済学研究科博士課程単位取得退学
- 1961年 - 滋賀大学経済学部講師
- 1964年 - 滋賀大学経済学部助教授
- 1976年 - 滋賀大学経済学部教授
- 1988年 - 滋賀大学経済学部長
- 1995年 - 滋賀大学退官

## 関連人物
- 片山貞雄
- 吉田修